# Moiano (Città della Pieve)

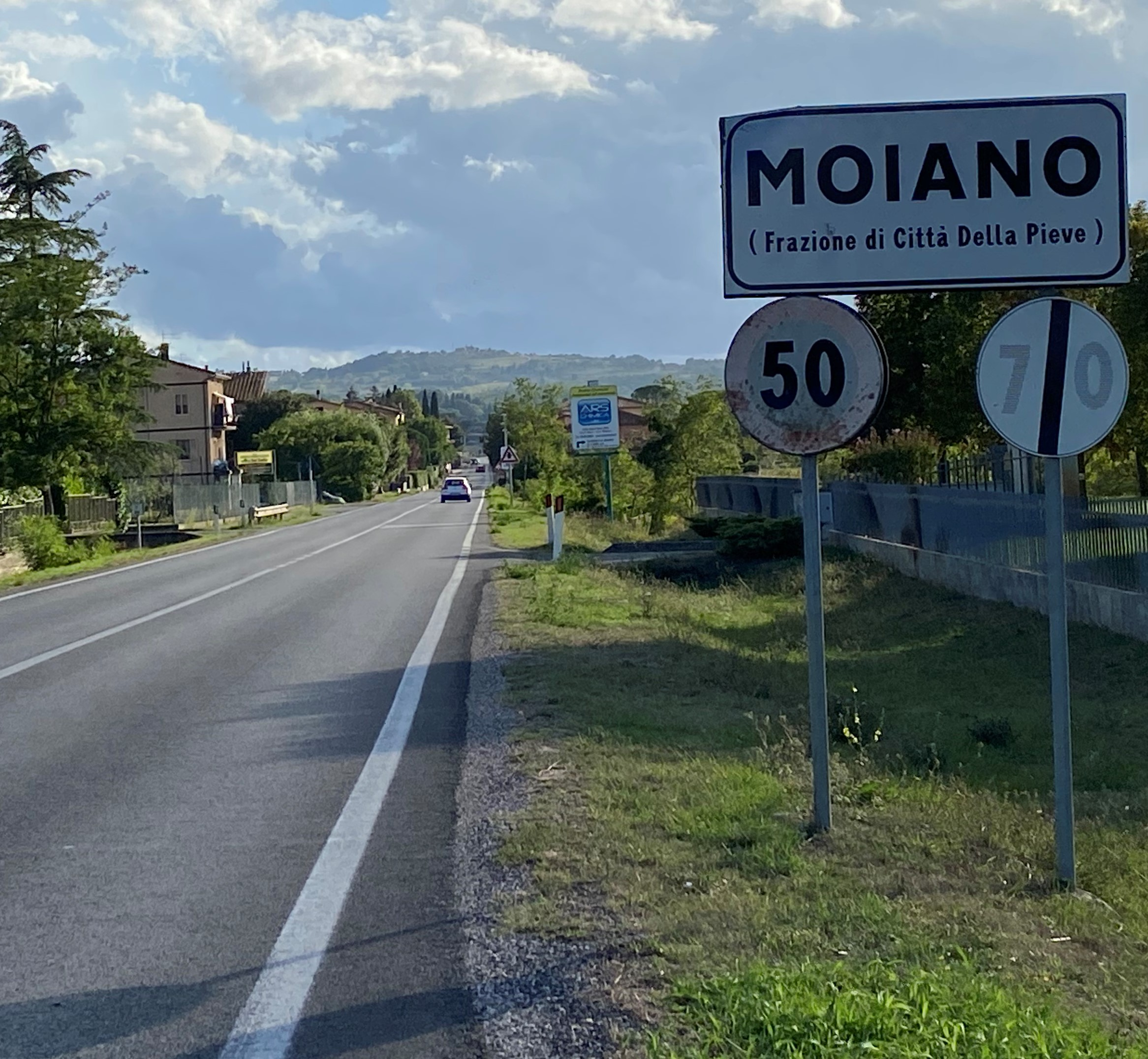
Moiano, Via Stradone

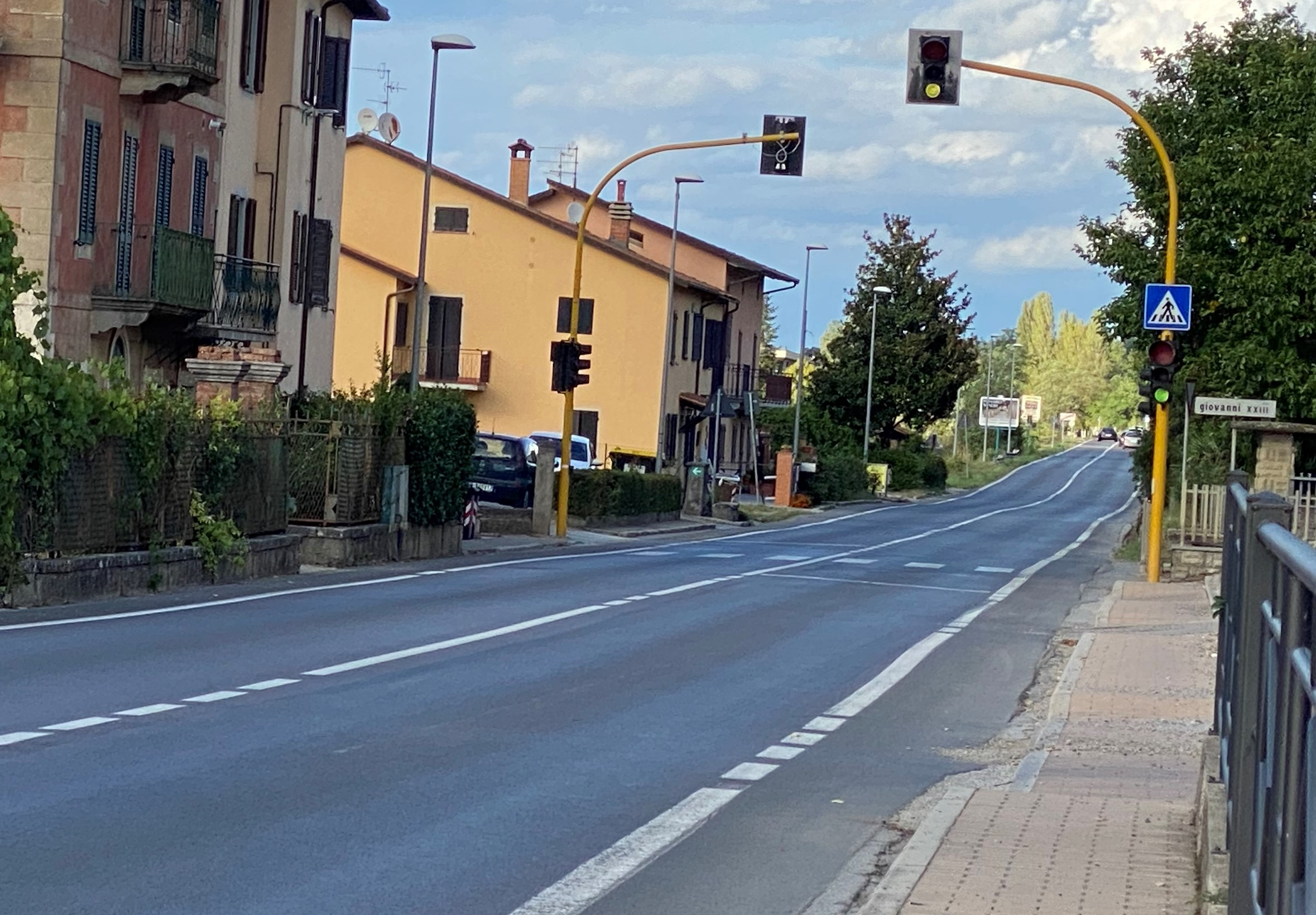
Moiano, Via Stradone

Moiano è una frazione del comune italiano di Città della Pieve, nella provincia di Perugia, in Umbria.

## Storia
Il territorio della frazione di Moiano risulta essere abitato sin dall'epoca medievale, quando si andarono a formare numerosi piccoli nuclei abitati dipendenti da Città della Pieve e dotati ognuno della propria chiesa parrocchiale. Il territorio subì un incremento demografico tra il XVII e il XVIII secolo, e nel 1778, a seguito della disputa territoriale con i comuni confinanti, risulta essere compreso nel terziere del Casalino, composto dalle "ville" di Caticciano, Celle, Ravigliano, Sigliano e Case Veglie, con le due "cure" di San Donato e di San Biagio. Il paese di Moiano vero e proprio è sorto a partire dalla fine del XIX secolo, al fine di raggruppare in un unico centro urbano le numerose borgate del territorio. Nel corso del XX secolo, Moiano ha conosciuto una particolare espansione urbana, rendendolo il centro abitato più popoloso del comune dopo Città della Pieve.

Il 23 aprile 1974, durante i cosiddetti "anni di piombo", a Moiano esplode una bomba che danneggia gravemente la casa del Popolo locale. Nello stesso giorno, esplodono altre due bombe a Milano e a Lecco, sempre rivolte contro strutture legate all'ambiente della sinistra italiana.

Alcune immagini di Moiano
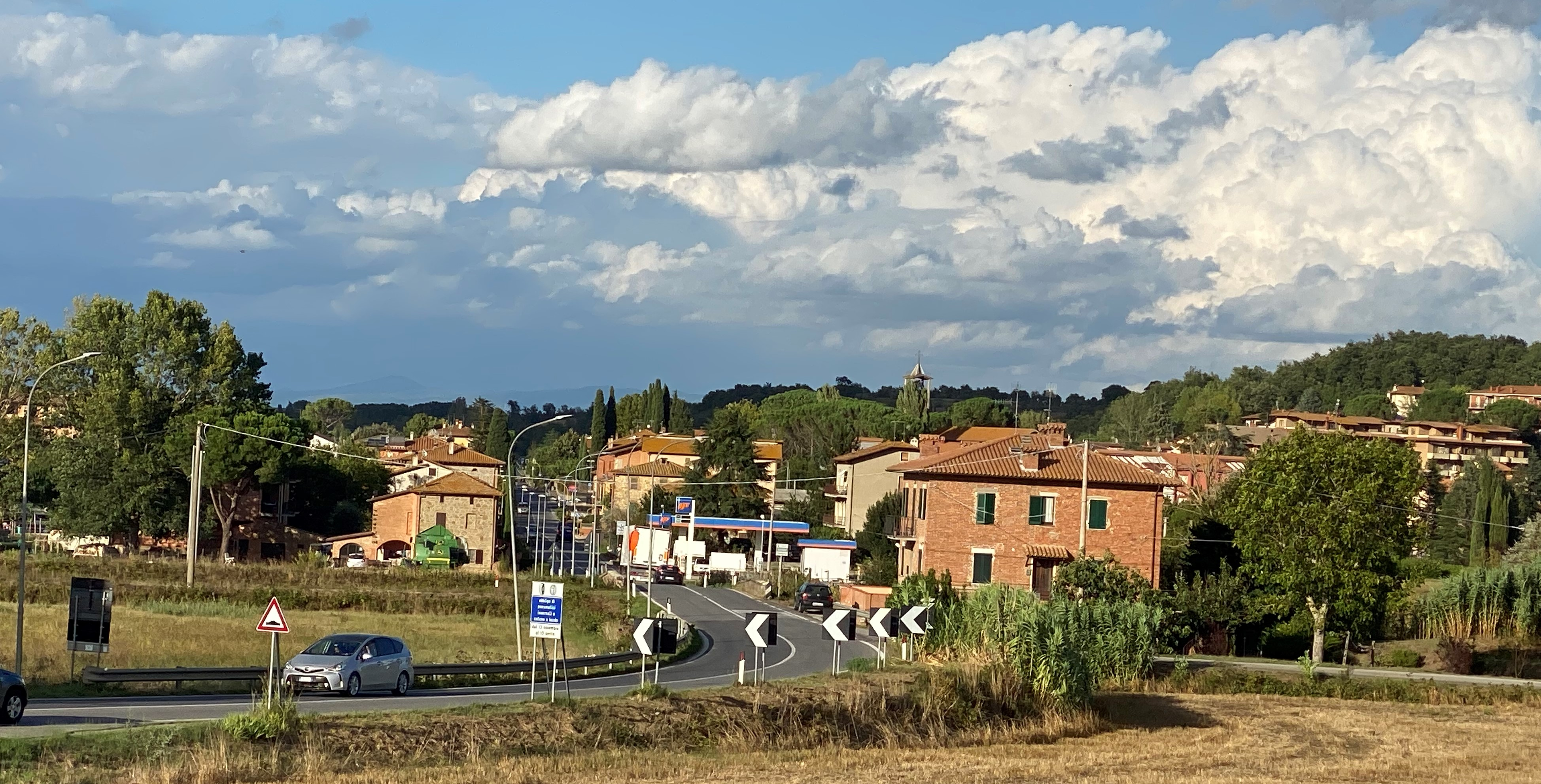
Moiano
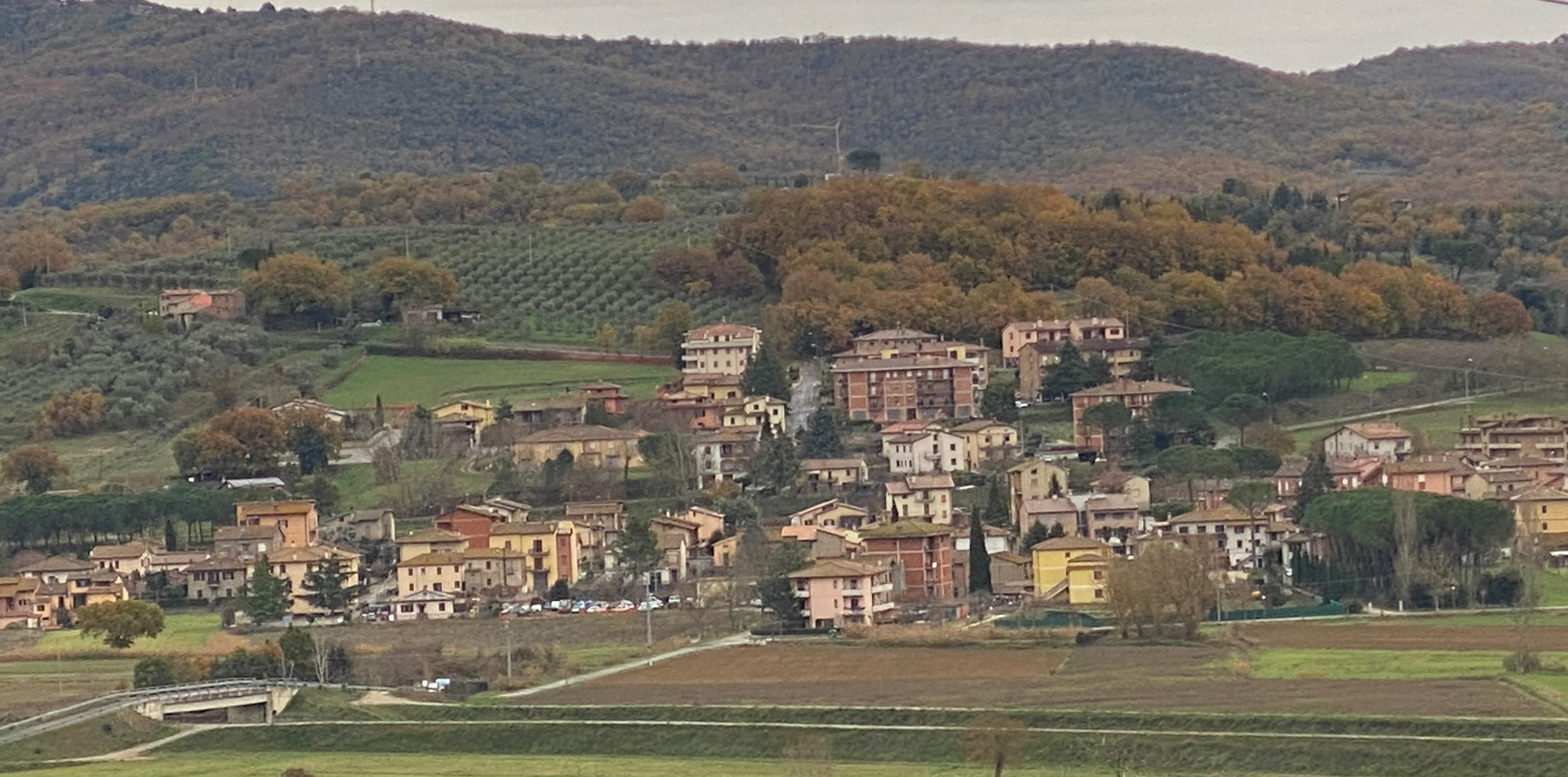
Il centro abitato di Moiano da Le Coste
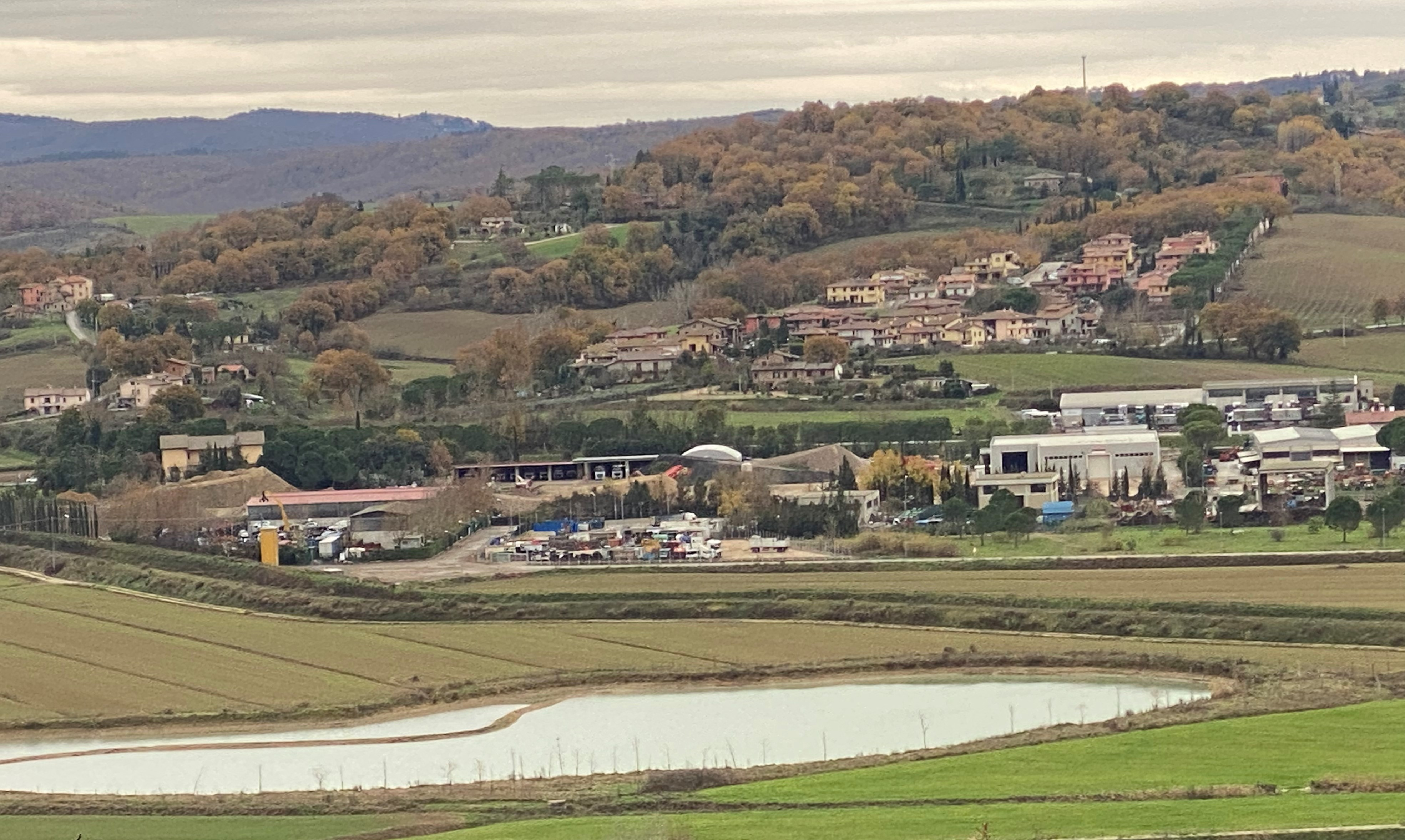
Moiano, zona Via Cesare Pavese e area artigianale

## Monumenti e luoghi d'interesse

### Architetture religiose
- Chiesa di San Donato, chiesa principale della frazione, situata nel centro del paese, si tratta di un moderno edificio parrocchiale che ha ereditato la sede di parrocchia dalle più antiche chiese di San Donato e di San Biagio, situate nelle località limitrofe di Ravigliano e Caticciano.[6]
- Chiesa di San Biagio, situata nelle vicina borgata di Caticciano, si tratta di un'antica chiesa parrocchiale, il cui aspetto è frutto di ristrutturazioni nel XIX secolo.[7]
- Chiesa di San Donato a Ravigliano, situata nell'omonima borgata a pochi metri dal centro di Moiano, si tratta di un'antica chiesa ricordata nel 1190. La storica parrocchia di San Donato fu istituita nel XVII secolo e allora era compresa nella diocesi di Chiusi. L'aspetto attuale della chiesa è dovuto ad alcune ristrutturazioni ottocentesche.[8]
- Cappella di San Donato, piccola chiesetta situata in località Ravigliano,[9] è stata costruita nel 1631, data leggibile in un'iscrizione posta sulla facciata.[8] Nota anche come ossario,[9] era la cappella dello scomparso cimitero qui situato.[8]
- Chiesa di Val di Lucciole, antica chiesa medievale di cui si conservano i ruderi poco fuori dal paese.[10]

Chiese di Moiano
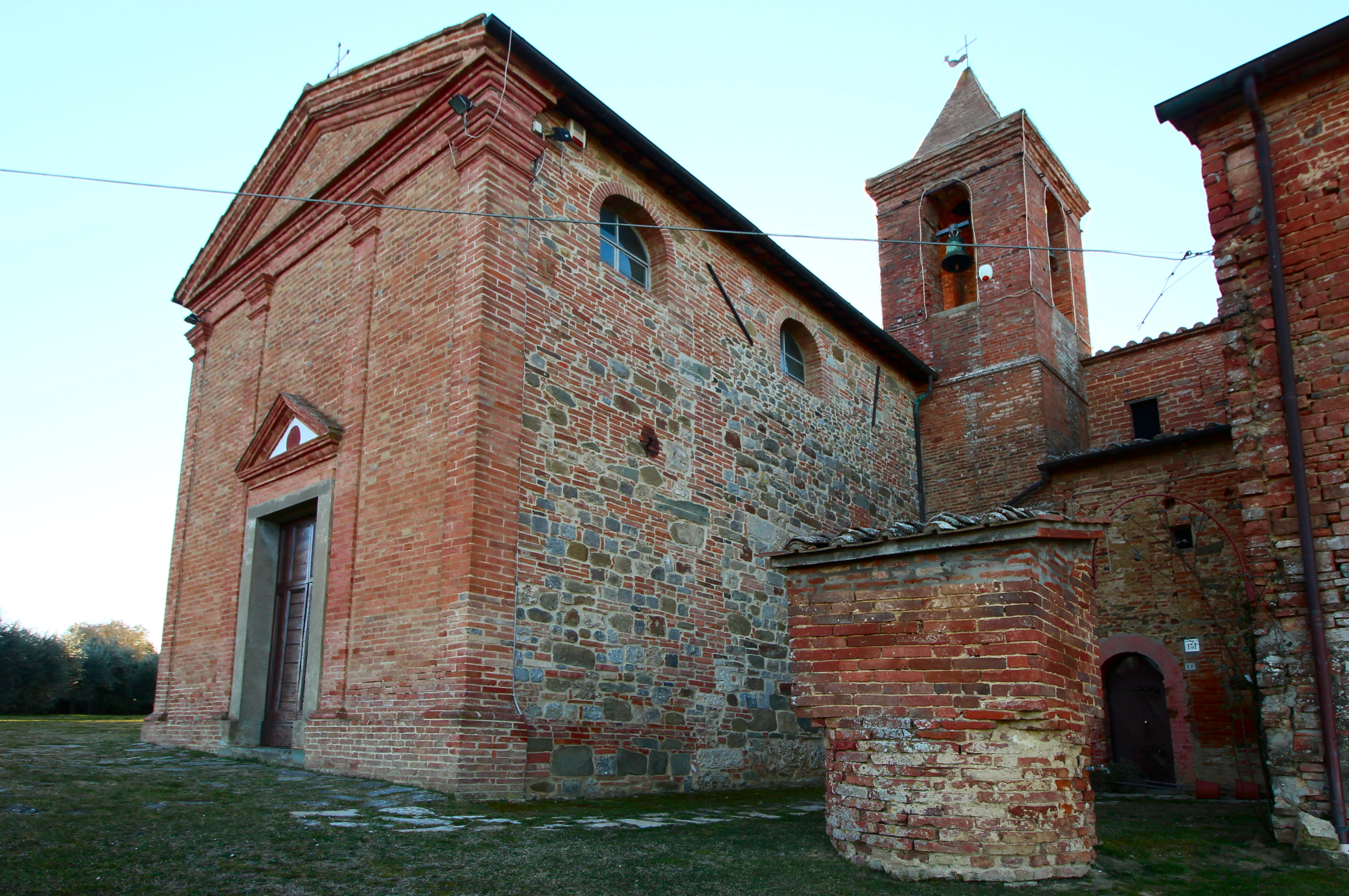
San Biagio in Caticciano
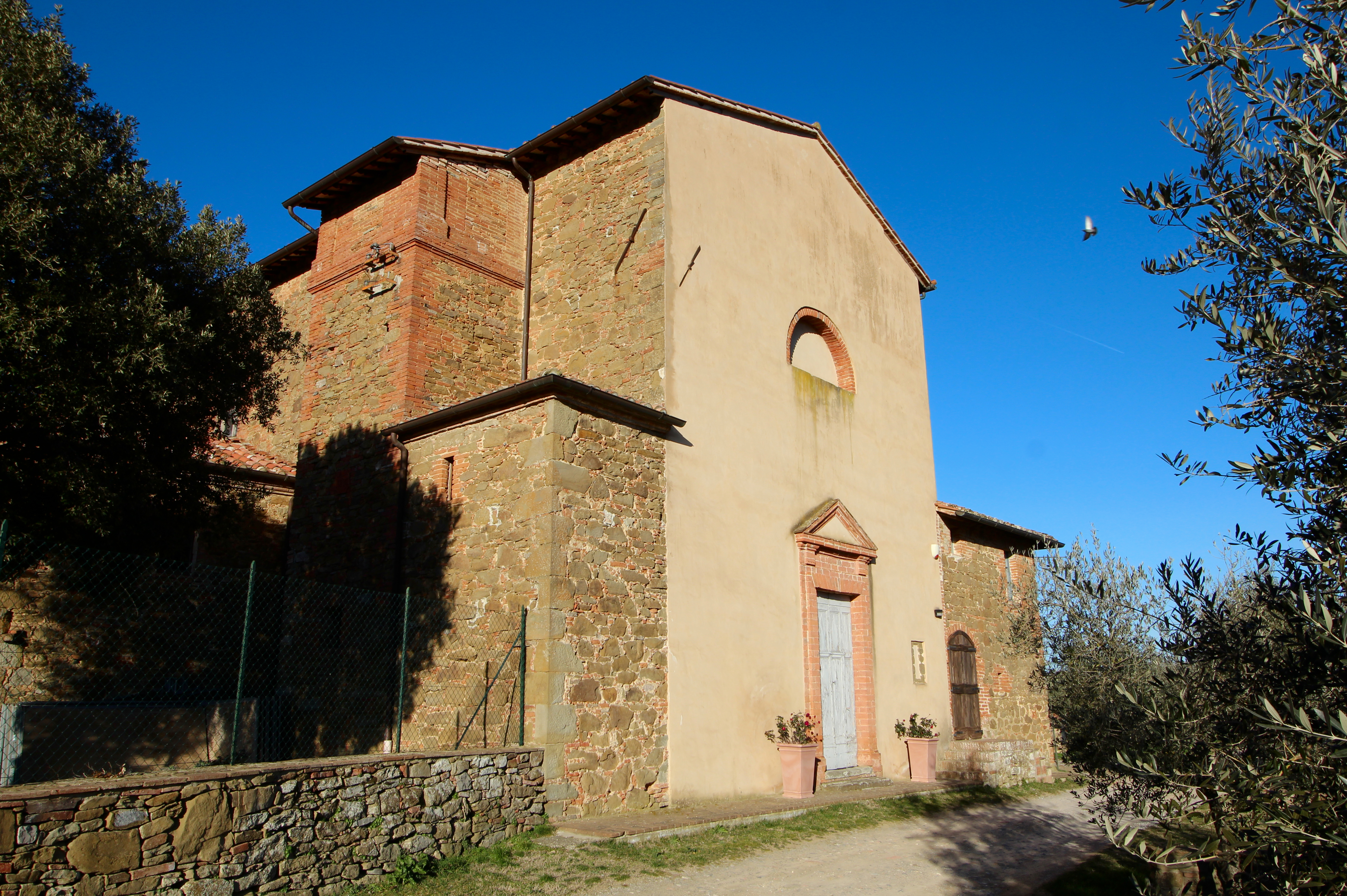
San Donato in Ravigliano

### Architetture civili
- Casa del Popolo, inaugurata nel settembre del 1913 per volere dei fratelli Alfio e Alvaro Marchini, fu la prima "Casa dei Socialisti" in Umbria e fra le prime in Italia.[11] Durante il fascismo venne distrutta a più ondate: il 10 aprile 1921 fu devastata dalle camicie nere, evento che provocò uno scontro a fuoco con un gruppo di operai socialisti e la conseguente vendetta dei fascisti che la bruciarono una settimana dopo e uccisero un operaio.[11] La casa venne poi espropriata dal regime che sostituì le scritte socialiste e la bandiera rossa con aquile imperiali e fasci littori.[11] Eliminati gli ornamenti fascisti nel periodo successivo al 25 luglio 1943, divenne proprietà del PCI che decise di rifondare la casa del popolo.[11] Intitolata a Palmiro Togliatti, fu ricostruita a partire dal 1964, con posa della prima pietra da parte dello stesso Togliatti, ed inaugurata nel giugno del 1965 alla presenza di Luigi Longo.[11][12] Nell'aprile 1974 l'edificio fu danneggiato gravemente da un attentato perpetrato da estremisti di destra, che vi fecero esplodere una bomba.[12] Dopo anni di abbandono, è stata ristrutturata e nuovamente riaperta nel 1998.[11][12]Casa del Popolo di Moiano

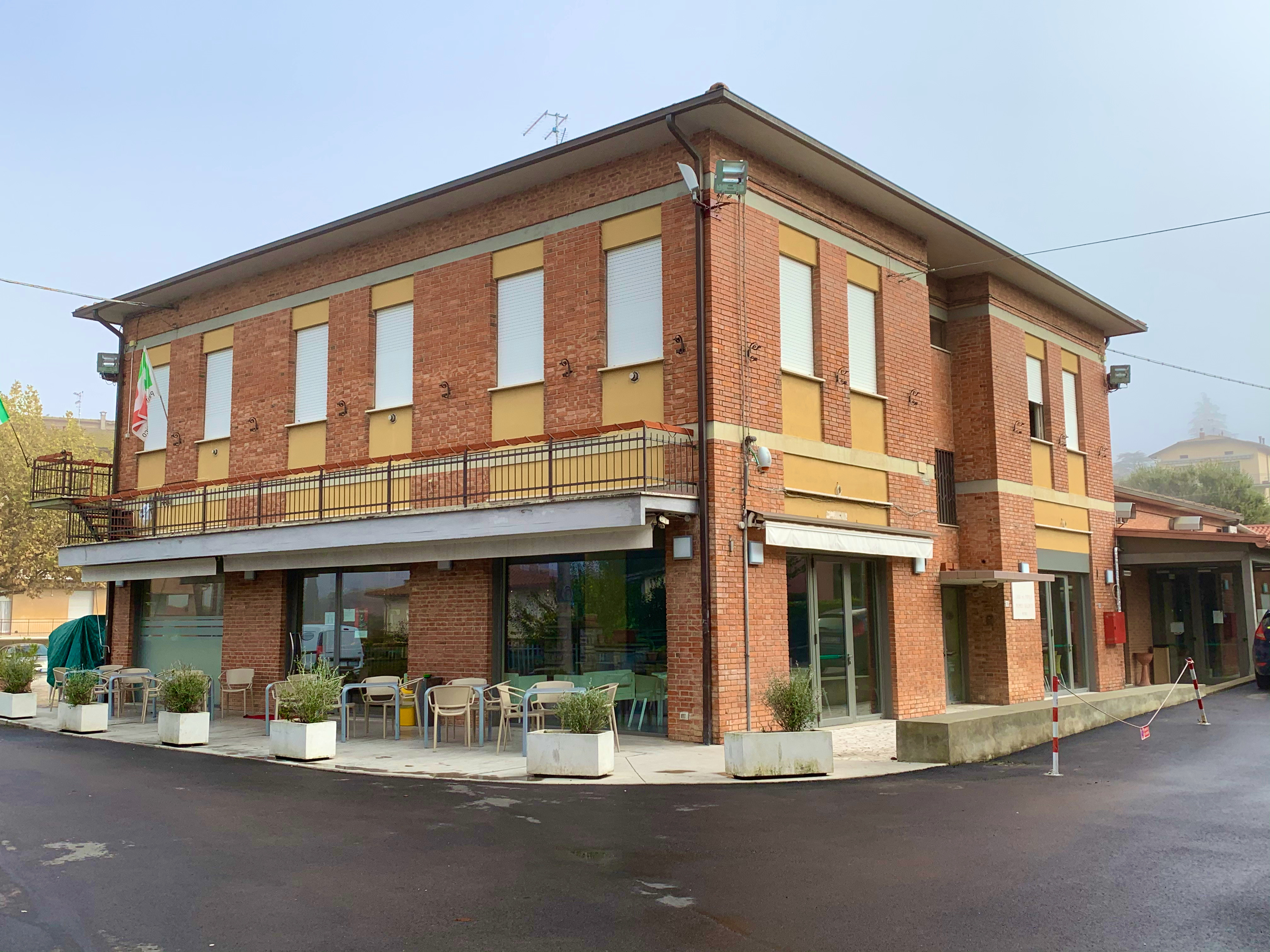
Casa del Popolo di Moiano

## Geografia antropica
Il territorio della frazione risulta essere, con oltre 1 500 abitanti, il più popoloso del comune di Città della Pieve, fatta eccezione per il capoluogo comunale. La frazione è composta dal centro urbano principale, Moiano (815 abitanti), e da altre numerose borgate e località situate nei territori rurali limitrofi che vertono su di esso. Le località più importanti sono quelle di Case Lunghe (113 abitanti), Maranzano (160 abitanti), Valdilucciole (41 abitanti), Casaltondo (36 abitanti), Popoltaio-Schiacciato (30 abitanti), Poggetto (28 abitanti), Ravigliano (27 abitanti), San Biagio (27 abitanti), Caticciano (25 abitanti) e Paiccio (16 abitanti).

## Economia
A Moiano ha sede la direzione generale di Banca Centro Credito Cooperativo Toscana-Umbria . L'istituto fu fondato il 15 febbraio 1959 come società cooperativa a responsabilità limitata e portava il nome di Cassa rurale e artigiana di Moiano. Nel febbraio 1994 prese il nome di Banca di credito cooperativo del Trasimeno; nel 2000, grazie alle fusione con la Banca di credito cooperativo di Ficulle, dette vita a Banca Trasimeno Orvietano; nel 2007 in seguito alla fusione per incorporazione della Banca di Terni e della Valnerina BCC dette vita a CrediUmbria BCC mantenendo la sede a Moiano; nel 2016 in seguito alla fusione con il Credito cooperativo Umbro BCC di Mantignan assume la denominazione di BCC Umbria. L'attuale denominazione viene assunta nel 2020 in seguito alla fusione con Banca Cras credito cooperativo di Sovicille (SI).